# رودخانه کپیلانو

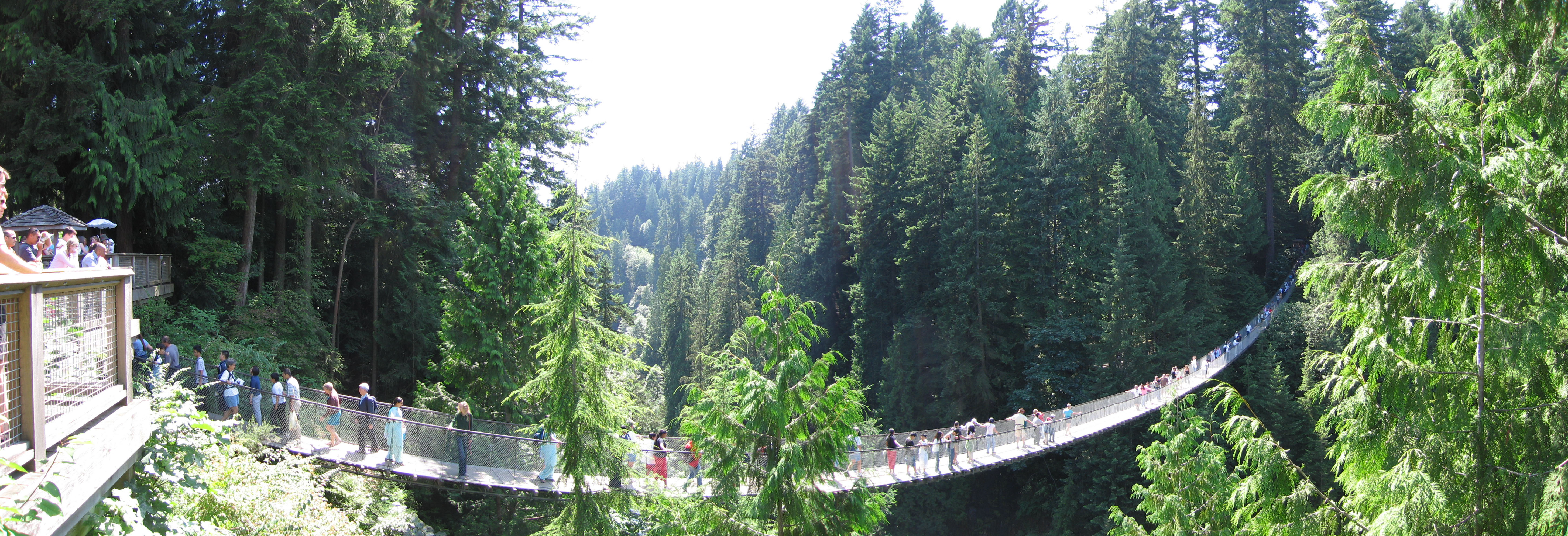
پل معلق کپیلانو

رودخانه کپیلانو از کوهستان ساحلی واقع در ساحل شمالی ونکوور سرچشمه گرفته و در جنوب مقابل پارک استنلی به خلیج برارد می‌ریزد. مسیر آن از جنگل‌های ساحلی و در مناطق جنوبی از دره‌ای با دیواره‌هایی ۴۰ متری از گرانیت رد می‌شود. این رودخانه یکی از منابع آب شیرین منطقه است. 
پل معلق کپیلانو یکی از جاذبه‌های جهان‌گردی ونکوور شمالی بر روی این رودخانه بنا شده است. این پل در ارتفاع ۷۰ متری ساخته شده و طول آن ۱۴۰ متر است.